# Down & Dirty
Down & Dirty is de eerste officiële single van het zevende studioalbum, To Get Her Together van Anouk. Wel was al eerder 4 dagen lang gratis het nummer Killer Bee te downloaden in iTunes. Het nummer gaat over de breuk met rapper Unorthadox.

## Hitnoteringen

### Nederlandse Top 40
| Positie: | 32 | 20 | 14 | 13 | 18 | 23 | 14 | 17 | 24 | 29 | 36 | uit |

### NederlandseSingle Top 100
| Hitnotering: 16-04-2011 t/m 18-06-2011 | Hitnotering: 16-04-2011 t/m 18-06-2011 | Hitnotering: 16-04-2011 t/m 18-06-2011 | Hitnotering: 16-04-2011 t/m 18-06-2011 | Hitnotering: 16-04-2011 t/m 18-06-2011 | Hitnotering: 16-04-2011 t/m 18-06-2011 | Hitnotering: 16-04-2011 t/m 18-06-2011 | Hitnotering: 16-04-2011 t/m 18-06-2011 | Hitnotering: 16-04-2011 t/m 18-06-2011 | Hitnotering: 16-04-2011 t/m 18-06-2011 | Hitnotering: 16-04-2011 t/m 18-06-2011 | Hitnotering: 16-04-2011 t/m 18-06-2011 |
| Week:                                  | 1                                      | 2                                      | 3                                      | 4                                      | 5                                      | 6                                      | 7                                      | 8                                      | 9                                      | 10                                     |                                        |
| -------------------------------------- | -------------------------------------- | -------------------------------------- | -------------------------------------- | -------------------------------------- | -------------------------------------- | -------------------------------------- | -------------------------------------- | -------------------------------------- | -------------------------------------- | -------------------------------------- | -------------------------------------- |
| Positie:                               | 5                                      | 8                                      | 16                                     | 23                                     | 30                                     | 25                                     | 16                                     | 51                                     | 82                                     | 90                                     | uit                                    |